# Kropfmühle
Kropfmühle ist ein Gemeindeteil der Marktes Stammbach im Landkreis Hof (Oberfranken, Bayern). Kropfmühle liegt in der Gemarkung Förstenreuth.

## Geografie
Die Einöde liegt am Kropfbach, dem rechten Oberlauf des Stammbachs. Beim Anwesen steht eine Eiche, die als Naturdenkmal ausgezeichnet ist. Unmittelbar südlich liegt Hartmannseinzel. Ein Anliegerweg führt 150 Meter westlich zu einer Gemeindeverbindungsstraße, die nördlich  Kropfeinzel bzw. zu einer anderen Gemeindeverbindungsstraße verläuft.

## Geschichte
Kropfmühle gehörte zur Realgemeinde Weickenreuth. Gegen Ende des 18. Jahrhunderts bestand Kropfmühle aus einem Anwesen. Die Hochgerichtsbarkeit stand dem bayreuthischen Vogteiamt Stammbach zu. Das bayreuthische Stiftskastenamt Himmelkron war Grundherr des Mühlengutes.
Von 1797 bis 1810 unterstand Kropfmühle dem Justiz- und Kammeramt Gefrees. Infolge des Ersten Gemeindeedikts wurde Kropfmühle dem 1812 gebildeten Steuerdistrikt Stammbach und der zugleich entstandenen Ruralgemeinde Stammbach zugewiesen. 1840 erfolgte die Umgemeindung in die neu gebildete Ruralgemeinde Förstenreuth. Im Zuge der Gebietsreform in Bayern wurde Kropfmühle am 1. Juli 1972 nach Stammbach eingemeindet.

### Einwohnerentwicklung
| Jahr      | 001812 | 001819 | 001861 | 001871 | 001885 | 001900 | 001925 | 001950 | 001961 | 001970 | 001987 |
| Einwohner | *      | †      | +      | +      | +      | 10     | 4      | 3      | 4      | 4      | 3      |
| Häuser    |        |        |        |        | +      | 1      | 1      | 1      | 1      |        | 1      |
| Quelle    | [ 7 ]  | [ 10 ] | [ 11 ] | [ 12 ] | [ 13 ] | [ 14 ] | [ 15 ] | [ 16 ] | [ 17 ] | [ 18 ] | [ 1 ]  |

## Religion
Kropfmühle ist  evangelisch-lutherisch geprägt und nach St. Maria (Stammbach) gepfarrt.